# ビャウィストク・ゲットー

ビャウィストク・ゲットー全景。1（赤線）はゲットーを囲うフェンス。2は正門、3は工場、4はゲシュタポ事務所、5はユダヤ人評議会事務所

ビャウィストク・ゲットー（波：Getto białostockie）は、ナチス・ドイツがポーランドのビャウィストクに設置したゲットー（ユダヤ人隔離居住区）である。

## 歴史

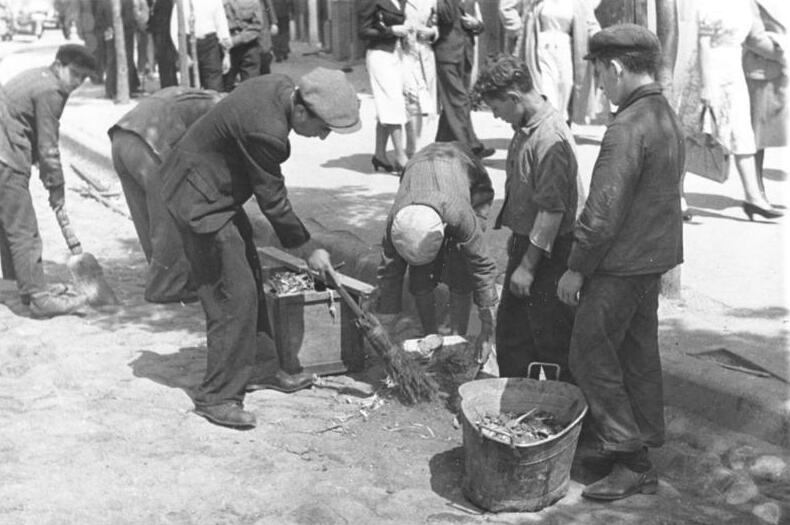
清掃作業を行っているゲットー住民（1941年）

1939年9月、ドイツ軍とソ連赤軍によるポーランド侵攻後、ポーランドのビャウィストクはドイツ軍によって占領された。独ソ不可侵条約の秘密協定に基づき、ドイツはソ連にビャウィストクを引き渡した。以降、しばらくビャウィストクはソ連によって支配されていたが、1941年6月にドイツ軍がソ連軍のポーランド占領地域へ進攻を開始（独ソ戦）すると、ビャウィストクも1941年6月27日にドイツ軍によって再占領された。
当時のビャウィストクの人口は約12万人、そのうちユダヤ人は半数を占めていた。1941年6月のドイツ軍占領後、直ちにアインザッツグルッペンがビャウィストク市内で2000人のユダヤ人を虐殺した。市内のシナゴーグも破壊された。1941年8月にビャウィストクは東プロイセンに編入され、ドイツ領となった。同じ頃、ビャウィストク・ゲットーの建設が開始された。約5万人のユダヤ人がここに収容された。
ビャウィストク・ゲットーのユダヤ人評議会議長エフライム・バラシュ (Ephraim Barash) は1942年6月21日にゲットー住民に対して、「我々の安全は我々の労働生産性と直接に比例している。…（略）…全ての（ドイツ人）視察団は我々の労働に満足の意を表明してきたし、前回の視察の後で大量の注文があった。」と演説し、ビャウィストク・ゲットーは存続されるだろうとの見通しを示した。
しかし、1943年2月にはゲットーで2000人のユダヤ人が銃殺されるとともに1万人がトレブリンカ絶滅収容所へと移送された。主に病人や老人など労働不能と見なされた者がこの犠牲となった。ユダヤ人評議会議長エフライム・バラシュは移送に抵抗しなかった。「もし人間が毒におかされて、手足を切断せねば命が危ない状態になったとしたら、私は手足を切断するであろう。」と述べて、自ら移送者リストを作成するなどドイツ当局の移送に協力していた。
しかし結局のところ、ビャウィストク・ゲットーは存続を許されなかった。1943年8月にゲットー解体命令が出され、ラインハルト作戦の執行者に指名されていたオディロ・グロボクニク親衛隊中将に一任された。撤収移送は1943年8月18日より開始され、ゲットー住民3万人がトレブリンカ絶滅収容所、アウシュヴィッツ＝ビルケナウ強制収容所、ブリジン強制労働収容所 (pl:Bliżyn) へと移送されていった。子供たち1200人はテレージエンシュタットへ移送された後、アウシュヴィッツ＝ビルケナウ強制収容所へ移送されて、そこで殺害された。用済みになったユダヤ人評議会議長エフライム・バラシュも1943年8月にトレブリンカ絶滅収容所へ移送され、同地で殺害されている。
撤収移送が行われている際、ゲットー内のレジスタンス組織が蜂起し、地下壕に立て篭もってドイツ警察部隊と戦ったが、1943年9月15日までには鎮圧された。しかしレジスタンスの一部はビャウィストクからの脱出に成功し、パルチザン部隊に合流した。